# Tim Declercq
Tim Declercq, nascido a 21 de março de 1989 em Lovaina, é um ciclista belga, membro da equipa profissional Deceuninck-Quick Step.

## Palmarés
2007 (como amador)
- 1 etapa do Giro de Münsterland

2011 (como amador)
- 2 etapas do Tour de Namur

2012
- Troféu Internacional Jong Maar Moedig

2013
- Troféu Internacional Jong Maar Moedig

## Resultados nas Grandes Voltas
Durante a sua carreira desportiva tem conseguido os seguintes postos nas Grandes Voltas.
| Corrida         | 2012 | 2013 | 2014 | 2015 | 2016 | 2017 | 2018 | 2019 |
| --------------- | ---- | ---- | ---- | ---- | ---- | ---- | ---- | ---- |
| Giro d'Italia   | -    | -    | -    | -    | -    | -    | -    | -    |
| Tour de France  | -    | -    | -    | -    | -    | -    | Ab.  | -    |
| Volta a Espanha | -    | -    | -    | -    | -    | 129º | -    | -    |

-: não participa 

Ab.: abandono 